# Девон (футбольный клуб, Альметьевск)
«Дево́н» — советский и российский футбольный клуб из Альметьевска, существовавший с 1979 по 1999 год.

## Прежние названия
- 1979—1980: «Монтажник»
- 1980—1994: «Электрон»
- 1995—1999: «Девон»

## История
В период с 1983 по 1989 год команда не раз становилась победителем турниров в городах Туймазы и Туапсе. С 1990 по 1993 год «Электрон» — участвовал в первенствах РСФСР среди производственных коллективов. В 1993 году — участник первенства Второй лиги. В том же году «Электрон» встречался в международном матче со сборной командой профсоюзов Марокко (1:1).

## Статистика выступлений
| Сезон             | Лига                                  | Место | Кубок | Тренер          | Примечания      |
| ----------------- | ------------------------------------- | ----- | ----- | --------------- | --------------- |
| Чемпионаты СССР   |                                       |       |       |                 |                 |
| 1979              | Чемпионат ТАССР                       | ?     | —     | Николай Золотов |                 |
| 1980              | Чемпионат ТАССР                       | ?     | —     | Юрий Полежаев   |                 |
| 1981              | Чемпионат ТАССР                       | 5     | —     | Юрий Полежаев   |                 |
| 1982              | Чемпионат ТАССР                       | 4     | —     | Юрий Полежаев   |                 |
| 1983              | Чемпионат ТАССР                       | 4     | —     | Юрий Полежаев   |                 |
| 1984              | Чемпионат ТАССР                       | 3     | —     | Юрий Полежаев   |                 |
| 1985              | Чемпионат ТАССР                       | 2     | —     | Юрий Полежаев   |                 |
| 1986              | Чемпионат ТАССР                       | 5     | —     | Юрий Полежаев   |                 |
| 1987              | Чемпионат ТАССР                       | 5     | —     | Юрий Полежаев   |                 |
| 1988              | Чемпионат ТАССР                       | 6     | —     | Юрий Полежаев   |                 |
| 1989              | Чемпионат ТАССР                       | 3     | —     | Юрий Полежаев   |                 |
| 1990              | КФК СССР, «Турнир России», «Поволжье» | 5     | —     | Юрий Полежаев   |                 |
| 1991              | КФК СССР, 2-я группа «Поволжье»       | 5     | —     | Юрий Полежаев   |                 |
| Чемпионаты России |                                       |       |       |                 |                 |
| 1993              | Вторая лига, 6-я зона                 | 22    | —     | Юрий Полежаев   | Выбывание в КФК |
| 1994              | КФК России, зона «Поволжье»           | 7     | —     | Юрий Полежаев   |                 |
| 1995              | КФК России, зона «Поволжье»           | 9     | —     | Леонид Макрушин |                 |
| 1996              | КФК России, зона «Поволжье»           | 3     | —     | Леонид Макрушин |                 |
| 1997              | КФК России, зона «Поволжье»           | 5     | —     | Леонид Макрушин |                 |
| 1998              | КФК России, зона «Поволжье»           | 3     | —     | Леонид Макрушин |                 |
| 1999              | КФК России, зона «Поволжье»           | 10    | —     | Леонид Макрушин | Расформирован   |